# …um eine Stunde Glück
… um eine Stunde Glück ist ein deutsches Stummfilmmelodram aus dem Jahre 1918 von Hubert Moest.

## Handlung
Der Löwenbändiger Rodrigo Malo gilt als temperamentvoller und rüder, brutaler und skrupelloser Hitzkopf, der sich einfach nimmt, was er begehrt. Er ist seit geraumer Zeit in die attraktive Tänzerin Cora Sterner verliebt und will diese unbedingt für sich gewinnen. Doch Cora ist von ihm nur angewidert und zeigt Rodrigo konsequent die kalte Schulter. Doch ihr „Nein“ ist für Malo, der seinem Namen bald alle Ehre macht, keine Option. Da auch ihre Eltern drängen, Rodrigos Werben nachzukommen, verlässt Cora das Elternhaus und irrt ziellos durch die Straßen. Beim Goldschmied Bacharach, der sie in einem erbärmlichen Zustand auf der Straße aufliest, findet sie ein neues Heim, und der Mann nimmt sich ihrer an Vater statt an.
Cora hilft in der Folgezeit Bacharach in seinem Geschäft aus. Als sie in seinem Auftrag ein Schmuckstück bei der Sängerin Manzoni abgeben soll, erhält sie von ihr als kleines Geschenk eine Eintrittskarte zu einem anstehenden Maskenballfest überreicht. Die Wirtschafterin Bacharachs überredet Cora dazu, dieser Einladung nachzukommen, und so leiht diese sich zu diesem Anlass aus dem Bacharach‘schen Schmuckdepot ein kostbares Diadem aus, das der Baronin von Waldau gehört. Derart geschmückt geht sie auf den Maskenball. Hier erlebt Cora die titelgebende Stunde Glück, doch die ist schlagartig vorüber, als sie von Rodrigo, der auf dem Ball in der Maske des Othello ebenfalls erschienen war, auf dem Heimweg überfallen und des Diadems beraubt wird.
Cora ist völlig aufgelöst und muss ihrem Pflegevater Bacharach am folgenden Morgen das schreckliche Ereignis beichten. Der regt sich darüber derart auf, dass er einen Schlaganfall erleidet und infolgedessen stirbt. Damit der tote Bacharach nicht im Nachhinein als gemeiner Dieb dasteht, will Cora um jeden Preis seine Ehre wiederherstellen. Als Erstes kehrt sie reumütig ins Elternhaus zurück und muss dort erfahren, dass der Juwelenräuber Rodrigo Malo war. Daraufhin plant Cora einen Rachefeldzug gegen den fiesen Schurken. Jetzt endlich sagt sie dem aufdringlichen Widerling zu, seine Frau werden zu wollen, wenn er im Gegenzug das Diadem wieder rausrücke. So geschieht es: Die Baronin bekommt ihr Diadem zurück. Rodrigo, der glaubt, Cora nun endlich zu besitzen, wird von ihr umgebracht. Dann sucht Cora, die im Leben nur eine Stunde Glück genießen konnte, den Freitod.

## Produktionsnotizen
… um eine Stunde Glück passierte im August 1918 und wurde wohl wenig später uraufgeführt. Die Länge des Vierakters betrug ursprünglich 1417 Meter, bei der Neuzensur am 14. Juni 1921 nur noch 1333 Meter.
Die junge Hauptdarstellerin Iven Andersen war eine Neuentdeckung von Regisseur Moest und Produzent Fritz Deitz. Nach nur zwei Jahren Filmtätigkeit verschwand sie wieder aus dem Blickfeld der Öffentlichkeit.

## Kritik
„Dieses Stück überrascht durch die effektvolle Inszenierung und Ausstattung, wie auch durch das hervorragend schöne Spiel der Darsteller, die für die Wiedergabe ihrer Rollen ihr ganzes künstlerisches Können in den Dienst der Sache stellen. In Iven Andersen lernt man eine hübsche, junge Künstlerin kennen, die durch ihr sympathisches Spiel und Äußeres angenehm auffällt.“